# Garus
Garus – regionalnie gęsta, słodka zupa owocowa, przyrządzana najczęściej z rozgotowanych gruszek, a także jabłek lub śliwek z dodatkiem mleka, jajek, mąki i przypraw, w odróżnieniu od większości innych słodkich zup podawana z okraszonymi ziemniakami. 
Znana w kuchni staropolskiej, zwana wtedy także famułą, przy czym na Żywiecczyźnie „famuła” oznacza zupę chlebową. Podobne w brzmieniu określenie „chamuła” dotyczy zupy owocowej lub zupy przygotowanej z rozgotowanego chleba z owocami. Na przykład w Brzezinach chamułę przyrządza się tradycyjnie ze świeżych śliwek węgierek. Natomiast „pamułą” nazywana była podkarpacka zupa z suszonych owoców.
Prawdopodobnie pochodzi z obszarów Śląska, z Małopolski, szczególnie z Kielecczyzny. W regionie łódzkim w XIX w. zwana gruscok, grusconka, pryta czy bryja. 
Słowo „garus” jest też przenośnym określeniem mazi, błota. Dawniej oznaczało bałagan, nieporządek.

## Przykłady

### „Zupa z jabłek lub gruszek” wgLucyny Ćwierczakiewiczowej[9]
Dojrzałe gruszki lub jabłka pokrajać na ćwiartki, oczyścić zewnątrz z sypułek, wypłukać, nalać wodą tak, żeby się zamoczyły dobrze i gotować aż się zupełnie rozgotują. Wtedy przefasować przez durszlak, łupiny zostaną w durszlaku, wsypać cukru stosownie do smaku i gatunku owocu, trochę tłuczonego cynamonu, zaprawić śmietaną kwaśną, zagotować, ostudzić i wylać w wazę podając grzanki smażone do zupy. Można tę zupę dawać na ciepło.

### Grusconka po łódzku[5]
Składniki: ok. ⅛ kg miękkich gruszek, pół litra wody, 250 ml śmietany lub mleka, szczypta soli, opcjonalnie 1-3 żółtek jaj, 3-4 łyżki cukru. Przygotowanie: Zagotować połowę wody z cukrem lub szczyptą soli, wrzucić gruszki pokrojone na małe kawałki. Mieszając dodawać powoli resztę wody. Gdy owoce zmiękną wlać mleko i gotować na małym ogniu. Można zagęścić żółtkami jaj. Podawać gorącą.